# Kjerstin Norén
Kjerstin Margareta Norén, född 21 juni 1945 i Jönköping, är en svensk författare och scenkonstnär. Hon var verksam inom Lunds studentteater och i 1960-talets vänsterrörelse. Hon var också medskapare av progg-gruppen Röda Bönor. Hon är numera bosatt i Göteborg och medlem i ateljébyn Skärkäll i norra Bohuslän. Hon har varit gift med Håkan Arvidsson och senare med Peter Madsen.

## Biografi
Kjerstin Norén är dotter till Margit och Sten Norén. Hon tog studentexamen 1965 vid Jönköpings högre allmänna läroverk och studerade vid Lunds universitet, där hon blev fil. kand. i drama, teater och film 1970.
Fram till 1978 var Kjerstin Norén visiting student vid Schaubühne am Halleschen Ufer i Berlin, Théâtre du Soleil i Paris och La Comune (Dario Fo) i Milano. Hon tog sånglektioner för Giovanna Marini i Rom och var samtidigt knuten till universiteten i Lund[förklaring behövs] och Aalborg i Danmark[förklaring behövs]. Åren 1990–96 var hon extern medarbetare[förklaring behövs] vid Institutet för Scenkonst i Italien. År 1992 grundade hon Teaterstudio B (senare namnändrat till Studio 23 B, undersökning av scenkonst).
Sedan 1970-talet har hon varit skribent i radio och i tidningar som Dagens Nyheter, Zenit, Ord & Bild, Kvinnobulletinen, Musikens makt, Il Manifesto, Svenska Dagbladet, Politiken, Morgenbladet och Horisont. Åren 1981–90 var hon teater- och kulturkritiker vid Information i Köpenhamn. 
Kjerstin Norén har arbetat med litteratur, kritik, musik och teater. Inom musiken har hon varit kopplad till den svenska proggen, samt till folkmusikaliska traditioner, främst den italienska. Skivan Röda Bönor utkom 1977. Hon utgav 1979 soloalbumet Sånger om Anne-Marie och andra häxor i samarbete med Damorkestern.. Två år senare publicerades Några här, några där, där Kjerstin Norén och Jan Hammarlund tolkade och sjöng sånger av Il Nuovo Canzionere Italiano.
Inom teatern har hon arbetat med koncept, regi och som performer i Sverige och Danmark.

### Politiskt engagemang
Kjerstin Norén har bakgrund i 1960-talets kulturradikalism. Sedan 1975 har hon betecknat sig som oberoende radikal, och under 1980-talet var hon engagerad i dissidentrörelser i Östeuropa. Hon deltog 1981–83 i Nordiska kvinnors fredsmarscher till Paris, Moskva och Washington.

## Verk